# Volksbank Düsseldorf Neuss
Die Volksbank Düsseldorf Neuss eG entstand Ende April 2001 aus der Düsseldorfer Bank eG und der Volksbank Neuss eG. Ihren Sitz hat die Genossenschaftsbank am Finanzplatz Düsseldorf. Das Geschäftsgebiet mit den 21 Filialen erstreckt sich über die Städte Düsseldorf, Neuss, Ratingen, Kaarst, Dormagen und Grevenbroich.

## Geschichte
Gegründet wurde die Bank 1881 als Lohausen-Stockumer Darlehenskassenverein. Nach der Stammniederlassung am ländlichen Rand von Düsseldorf wurden nach und nach weitere Spar- und Darlehnskassen gegründet. Es folgten Volmerswerth (1884), Himmelgeist (1889), Kalkum (1895), Wittlaer (1896) und Rath (1902). 1977 gingen die Filialen in der Raiffeisenbank Düsseldorf eG auf. 13 Jahre später schloss sie sich mit der Düsseldorfer Volksbank und der Wirtschaftsbank zusammen, die Düsseldorfer Bank eG entstand. Die unterschiedlichen Spar- und Darlehnskassenvereine Neukirchen, Rosellen, Straberg und Nievenheim flossen zunächst in die Raiffeisenbank Nievenheim, die sich wiederum mit der Volksbank Neuss eG vereinte. 2001 kam es zur Fusion der Institute zur Volksbank Düsseldorf Neuss eG.
Der juristische Hauptsitz der Volksbank befindet sich in einem Bürogebäude auf der Düsseldorfer Königsallee 98a. Verwaltungssitz der Bank ist eine im Jahr 1989 von der ehemaligen Landeszentralbank übernommene Immobilie in der Neusser Innenstadt. Ein ergänzender Neubau für die Geschäftsstelle neben dem Verwaltungsgebäude wurde im Jahr 2017 bezogen. Insgesamt arbeiten rund 150 Beschäftigte am Verwaltungssitz.
Im August 2025 wurde bekannt, dass die Volksbank insgesamt fast 25 % der Filialen im Bankgebiet schließen will. Dies betrifft Filialen in drei politischen Gemeinden und etwa 7000 Kunden, die dort Bankgeschäfte erledigen.

## Betrugsfall
Nach einem im Oktober 2024 bekannt gewordenem Betrugsfall im Zusammenhang mit der französischen Modekette Kiabi steht die Volksbank Düsseldorf Neuss vor erheblichen finanziellen Herausforderungen. Das Institut benötigt im schlimmsten Fall 100 Millionen Euro vom Branchenverband.
Nach Rücktritten beider Vorstände ernannte im November 2024 die Bundesanstalt für Finanzdienstleistungsaufsicht gemäß § 45c Kreditwesengesetz (KWG) Michael Horf als Sonderbeauftragten mit Geschäftsleiterfunktion, Aufgaben und Befugnissen des Vorstandssprechers, der bis zu deren Übernahme Vorstandsmitglied der Degussa Bank gewesen war. Am 5. Dezember 2024 kam es aufgrund von Ermittlungen der Staatsanwaltschaft wegen Verdachts auf Betrug, Untreue und Urkundenfälschung zu einer Razzia in den Räumen der Volksbank und an mehreren Standorten und zudem auch in mehreren Wohnungen.

## Weitere Probleme
Ende Mai 2025 wurde durch Mitteilung der Bank bekannt, dass „ein hoher Wertberichtigungsbedarf im Kreditgeschäft zu erkennen“ sei. In Medienberichten hieß es, dass dies im Wesentlichen auf Darlehen für gewerbliche Wohnimmobilien zurückzuführen sei. Außerdem teilte ein von der Bafin bestellter Sonderbeauftragter mit, dass die Volksbank die Belastungen nicht aus eigenen Mitteln tragen könne.